# Adit Phataraprasit
Adit Phataraprasit (* 23. Februar 1989) ist ein ehemaliger thailändischer Fußballspieler.

## Karriere
Adit Phataraprasit stand bis 2013 bei Buriram United unter Vertrag. Wo er vorher gespielt hat, ist unbekannt. Der Verein aus Buri RamBuriram spielte in der ersten Liga des Landes, der Thai LeagueThai Premier League. 2013 feierte er mit Buriram die Meisterschaft und den Gewinn des FA Cup und des Thai League Cup. Im Endspiel des FA Cup besiegte man im Endspiel Bangkok Glass mit 3:1, das Endspiel um den Thai League Cup gewann man gegen Ratchaburi Mitr Phol mit 2:1. 2013 kam er einmal in der ersten Liga zum Einsatz. Hier kam er im Heimspiel am 25. August 2013 gegen den Samut Songkhram FC zum Einsatz, wo er in der 70. Minute für Osmar Ibáñez eingewechselt wurde. 2014 unterschrieb er einen Zweijahresvertrag beim Ligakonkurrenten Bangkok United.
Ende 2015 beendete er seine Karriere als Fußballspieler.

## Erfolge
Buriram United
- Thai Premier League: 2013
- FA Cup: 2013
- Thai League Cup: 2013